# Celina Midelfart
Celina Midelfart, född 12 februari 1973 i Oslo, är en norsk företagsledare och investerare.
Midelfart är styrelseordförande i Midelfart Holding AS, ett privatägt förvaltningsbolag. Hon är även styrelseordförande i investeringsbolaget Midelfart Invest AS och i sitt privatägda bolag Midelfart Capital AS. 
Tillsammans med Tove Kvammen Midelfart och sin syster Hermine Midelfart tog hon 1995 över ägandet i familjeföretaget Midelfart & Co. Den operativa verksamheten såldes till Wella AG 2001, och återstående verksamhet fusionerade med svenska Wilh. Sonesson AB 2006. Midelfart Holding äger idag 27,1 procent av det nya bolaget Midelfart Sonesson AB.
Hon är utbildad vid Oslo Katedralskole, London School of Economics och New York University. Hon har en kandidatexamen (B.Sc.) i finans.